# スガユウスケ
スガユウスケ（本名：須賀勇介（すがゆうすけ）、1987年10月30日 - ）は、千葉県流山市生まれのDJ、ミュージシャン。

## 経歴・出演歴
- 2007年：Silent Music設立、主催イベント「FUTURETECH」にDarrenEmerson・Dubfire・Monika Kuruse等世界トップアーティストを数多く招致。
- 2009年：新木場STUDIOCOAST(ageHa)にてUNDER GROUND TECHNO PARTY “BIORIC”スタート。
- 2010年：【LOUD誌DJランキング48位】
- 2011年：【LOUD誌DJランキング23位】KEN ISHIIから指名を受け同氏と共にWOMB NEXT _ 11th ANNIVERSARYへ出演。
- 2011年9月2日：難聴を患い活動休止を発表
- 2012年：【LOUD誌DJランキング23位】